# Tanjung Layar
Tanjung Layar, antiguamente Java's Eerste Punt en neerlandés, es un cabo prominente en el extremo occidental de Java, en la entrada del océano Índico al estrecho de Sunda. Tanjung Layar es un acantilado al borde del mar con tierra más alta más allá, visible desde una distancia significativa en el mar, con aguas profundas cerca de la orilla. Su nombre significa "cabo de vela" debido a la forma de una roca cerca de su orilla. El cabo Gede, el punto más occidental de Java, se encuentra en su parte suroccidental.

## En la literatura
El narrador, Ishmael, en Moby Dick, de Herman Melville, se refiere a "Tanjung Layar" al principio del capítulo 87. La Gran Armada, en la siguiente descripción: 
"El estrecho de la Sonda dividen Sumatra de Java; y situándose a medio camino en esa vasta muralla de islas, reforzada por ese atrevido promontorio verde, conocido por los marinos como Tanjung Layar, no se corresponden con la puerta central que se abre en algún vasto imperio amurallado: y considerando la inagotable riqueza de especias, sedas, joyas, oro y marfil con que están enriquecidas las mil islas de ese mar oriental, parece una importante disposición de la naturaleza que tales tesoros, por la propia formación de la tierra, tengan al menos la apariencia, aunque sea ineficaz, de estar protegidos del mundo occidental que todo lo acecha. Las costas del estrecho de la Sonda carecen de las imponentes fortalezas que protegen las entradas del Mediterráneo, el Báltico y el Propontis. A diferencia de los daneses, estos orientales no exigen el obsequioso homenaje de las velas arriadas a la interminable procesión de barcos que, durante siglos, día y noche, han pasado entre las islas de Sumatra y Java cargados con los más costosos cargamentos de Oriente. Pero aunque renuncian libremente a un ceremonial como éste, no renuncian en absoluto a reclamar un tributo más sólido."